# リンダ・ヴォーン
リンダ・フェイ・ヴォーン (Linda Faye Vaughn、1943年8月11日 - ) はアメリカ合衆国の自動車レースにおける有名人で、「ストックカーレースの傑出した美の女王」とも、「モータースポーツのファーストレディ」とも言われる。ヴォーンはジョージア州ダルトンで生まれた。18歳の時に「ミス・アトランタ・インターナショナル・レースウェイのスピードの女王」になり、それ以来ミス・ハースト・ゴールデン・シフターを含め、他の多くのタイトルを獲得した。ヴォーンは数十年にわたり、さまざまな形でアメリカの自動車レースの著名なアンバサダーやプロモーターになっている。彼女は1961ディクシー400の女王にも選ばれた。ヴォーンは身長5フィート0.5インチ（154センチメートル）と小柄であるが、1960年代前半にミス・ファイアーバードに選ばれた頃、彼女のスリーサイズは39-23-39インチ（99-58-99センチメートル）であった。1970年代には39-26-37インチ（99-66-94センチ）であった。ヴォーンは1972年にドラッグレーサーのビリー・ティドウェルと結婚したが、1986年に離婚した。彼女は1976年の映画『激走!5000キロ』に出演し、マイケル・サラザンが演じる主人公に勝利をもたらすグラマー美女を演じた。1983年の映画『ストローカーエース』にも出演し、2019年にはアメリカのモータースポーツ殿堂入りを果たした。